# Хирлинген
Хирлинген (њем. Hirrlingen) општина је у њемачкој савезној држави Баден-Виртемберг. Једно је од 15 општинских средишта округа Тибинген. Према процјени из 2010. у општини је живјело 2.965 становника. Посједује регионалну шифру (AGS) 8416018.

## Географски и демографски подаци
Хирлинген се налази у савезној држави Баден-Виртемберг у округу Тибинген. Општина се налази на надморској висини од 423 метра. Површина општине износи 12,8 km². У самом мјесту је, према процјени из 2010. године, живјело 2.965 становника. Просјечна густина становништва износи 231 становника/km².

## Међународна сарадња
| Мјесто   | Држава     | Врста сарадње | Од    |
| -------- | ---------- | ------------- | ----- |
| Минербио | Италија    | партнерство   | 1988. |
| Хајош    | Мађарска   | партнерство   | 1982. |
|          | Швајцарска | контакт       | 2000. |
| Извор    |            |               |       |